# IsatPhone Pro
IsatPhone Pro  es un teléfono satelital que opera y es fabricado por Inmarsat y que cuenta con cobertura global. Es el primer teléfono satelital tipo "handheld" fabricado por Inmarsat y fue lanzado oficialmente en junio del año 2010. Los principales competidores del IsatPhone Pro son los teléfonos de Iridium , Globalstar y Thuraya. 

El IsatPhone Pro es el primer teléfono satelital con cobertura global con un precio menor a 1000 USD. Asimismo el precio de su servicio es un 40-50% menor que el de los teléfonos de la competencia.
Características principales del IsatPhone Pro:
- Servicios: telefonía vía satélite, buzón de voz, mensajería de texto y correo electrónico, datos de posición GPS.
- Batería : Ion Litio con duración de hasta 100 horas en modo espera y 8 en conversación.
- Temperaturas de funcionamiento: de -20 °C a +55 °C; es resistente a polvo, salpicaduras e impactos (IP54); tolera una humedad del 0 al 95 por ciento.
- Utilización intuitiva: interfaz de tipo GSM, pantalla en color de gran visibilidad, teclado de mayores dimensiones para poder marcar fácilmente con los guantes puestos.
- Valores: precios sugeridos de venta en USA de 700.00 USD para el teléfono y servicios desde 1.00 USD por minuto.

Adicionalmente desde la actualización a la versión 4.0 o superior del firmware se puede utilizar el equipo como módem para acceder a internet con una velocidad de 2,4 kbps.
También desde la versión 5.0 del firmware se puede enviar un mensaje de alerta predefinido hasta 10 contactos simultáneamente. Simplemente  manteniendo presionado al mismo tiempo el botón asterisco “*” y el botón numeral “#”.